# Landgericht Deggendorf
Das Landgericht Deggendorf ist ein Gericht der ordentlichen Gerichtsbarkeit.

## Landgerichtsbezirk
Der Bezirk des Landgerichts Deggendorf erstreckt sich auf die Landkreise Deggendorf und Regen.
Im Landgerichtsbezirk Deggendorf sind 184 Rechtsanwälte (Stand: 17. Januar 2019) zugelassen.

## Über- und nachgeordnete Gerichte
Das dem Landgericht Deggendorf übergeordnete Gericht ist das Oberlandesgericht München; nachgeordnet sind die Amtsgerichte in Deggendorf und Viechtach.

## Geschichte
Der Vorläufer des heutigen Landgerichts Deggendorf ist das 1857 gegründete Bezirksgericht Deggendorf, das 1879 in ein Landgericht nach dem deutschen Gerichtsverfassungsgesetz umgewandelt wurde. Bei Gründung 1879 waren dem Landgericht Deggendorf die Amtsgerichte Arnstorf, Deggendorf, Grafenau, Hengersberg, Osterhofen, Regen und Viechtach zugeordnet. Das Landgericht Arnstorf war vorher dem Bezirksgericht Pfarrkirchen zugeordnet gewesen, die anderen Teile dem Bezirksgericht Deggendorf.

### Landesarbeitsgericht Deggendorf
Gemäß Arbeitsgerichtsgesetz vom 23. Dezember 1926 wurden in Deutschland Arbeitsgerichte gebildet. Diese waren nur in der ersten Instanz organisatorisch selbstständige Gerichte, die Landesarbeitsgerichte waren den Landgerichten zugeordnet. Am Landgericht Deggendorf entstand so 1927 das Landesarbeitsgericht Deggendorf als eines von 23 Landesarbeitsgerichten in Bayern. Sein Sprengel umfasste die Arbeitsgerichte Deggendorf, Grafenau, Regen und Viechtach. Das Landesarbeitsgericht Deggendorf wurde bereits zum 1. Januar 1930 aufgehoben, da die Zahl der Landesarbeitsgerichte auf 7 reduziert wurde. Die Aufgaben übernahm das Landesarbeitsgericht München.

### Zweigstelle Bergreichenstein
In Folge des Münchener Abkommens wurde das Sudetenland an Deutschland abgetreten. Die Landkreise Bergreichenstein, Markt Eisenstein und Prachatitz wurden dabei dem bayerischen Regierungsbezirk Niederbayern und Oberpfalz angegliedert. Für diese Gebiete wurde eine Zweigstelle Bergreichenstein des Landgerichts Deggendorf geschaffen, der sechs Amtsgerichte nachgeordnet waren. Die sechs Amtsgerichte waren die Amtsgerichte Bergreichenstein, Hartmanitz, Neuern, Prachatitz, Wallern und Winterberg. 1945 kamen die Gebiete wieder an die Tschechoslowakei und diese Gerichte stellten ihre Arbeit ein.